# Венера-8
«Венера-8» — советская автоматическая межпланетная станция (АМС), предназначенная для исследования Венеры.

## Цель запуска
Целью запуска автоматической станции «Венера-8» была доставка спускаемого аппарата на поверхность планеты Венера.

## Конструкция
АМС «Венера-8» была создана на Машиностроительном заводе имени С. А. Лавочкина.
В конструкции АМС «Венера-8» были учтены данные, полученные предыдущей станцией — «Венера-7». Спускаемый аппарат (СА) станции «Венера-7» рассчитывался на давление 180 атмосфер. По данным, полученным станцией «Венера-7», реальное давление на поверхности планеты Венера не превышало 105 атмосфер, а температура — 500 °C. Эти данные были учтены при проектировании спускаемого аппарата «Венеры-8». В нижней части отсека толщина стенки была уменьшена с 25 до 12 мм, в верхней — с 8,7 до 5,7 мм, что дало возможность снизить массу спускаемого аппарата на 38,5 кг по сравнению с «Венерой-7». Для улучшения теплового режима оборудования на внутренней стороне титанового корпуса спускаемого аппарата были установлены бериллиевые оболочки — аккумуляторы тепла, а в узлах крепления рамы к корпусу приборного отсека были введены стеклотекстолитовые прокладки.
Поскольку после посадки СА «Венеры-7» наблюдались сильные колебания сигнала, вызванные отсутствием фиксации СА на поверхности и относительно узкой диаграммой направленности антенны (±45°), а посадка на освещённую сторону вызывает трудности с радиосвязью (угол между направлением на Землю и местной вертикалью составит 30—50°), была доработана антенно-фидерная система. Основная спиральная антенна работала только на участке снижения, а после посадки из спускаемого аппарата выбрасывалась дополнительная антенна. Корпус этой антенны был изготовлен в виде плоской шайбы с четырьмя складывающимися лепестками, так что одной из своих плоских сторон он должен лежать на поверхности Венеры. Это должно было обеспечить достаточно хорошую ориентацию воронкообразной диаграммы направленности антенны относительно местной вертикали. После посадки антенна выбрасывается из парашютного отсека, лепестки открываются и не позволяют ей стать на ребро. Торцы диска являются излучателями, а установленный внутри него гравитационный переключатель после фиксации антенны включает на излучение верхнюю сторону.
С целью определения освещённости поверхности планеты, необходимой для проведения фотосъёмки поверхности планеты на спускаемых аппаратах следующего поколения, комплекс научной аппаратуры спускаемого аппарата был дополнен фотометром ИОВ 72.
С учётом новых задач изменилась баллистическая схема полёта станции «Венера-8». В отличие от станций «Венера-4, 5, 6, 7» спускаемый аппарат должен был совершить посадку на дневную сторону планеты.
Орбитальный аппарат станции «Венера-8» остался без изменений.

## Состав научной аппаратуры

### Орбитальный аппарат
- прибор КС-18-4М для изучения потоков космических частиц.

### Спускаемый аппарат
- гамма-спектрометр ГС-4 для определения типа поверхностных пород планеты;
- прибор ИАВ-72 для измерения содержания аммиака в атмосфере;
- фотометр ИОВ-72 для определения освещённости на поверхности планеты;
- комплект ИТД для определения температуры и давления атмосферы;
- прибор ДОУ-1М для измерения максимального ускорения на участке торможения СА.

## Полёт

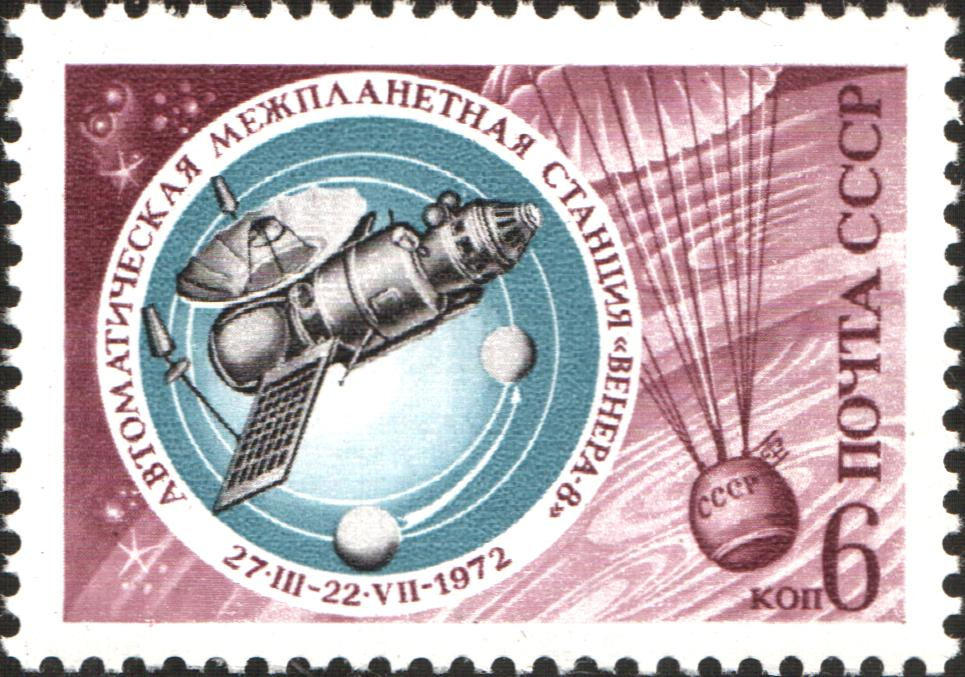
Марка СССР

«Венера-8» была запущена с космодрома Байконур 27 марта 1972 года.
Как обычно, планировался одновременный полёт двух аналогичных по конструкции АМС к Венере. Запуск второй станции был осуществлён через четверо суток после «Венеры-8» — 31 марта 1972 года в 7 часов 2 минут 33 секунд (московское время). Первые три ступени ракеты-носителя отработали в штатном режиме, и АМС была выведена на околоземную орбиту. Однако вывести станцию на отлётную траекторию к планете Венера не удалось из-за неисправности двигателя разгонного блока, и АМС осталась на околоземной орбите. В то время в Советском Союзе было не принято сообщать о неудачных космических запусках. Поэтому оставшаяся на околоземной орбите АМС была названа «Космос-482».
6 апреля 1972 была проведена коррекция траектории полёта станции.
22 июля 1972, через 117 суток после старта, станция «Венера-8» достигла окрестностей Венеры. В 11 часов 37 минут спускаемый аппарат вошёл в атмосферу планеты. Во время аэродинамического торможения скорость спускаемого аппарата относительно планеты уменьшилась с 11,6 км/с до 250 м/с; при этом максимальные перегрузки достигали 335 g.
Тормозной парашют спускаемого аппарата был введён в действие на высоте 55 км над поверхностью планеты.
Спуск на парашюте продолжался 55 минут. Спускаемый аппарат приземлился в 12 часов 32 минуты в точке с координатами 10°42′ ю. ш. 335°15′ в. д. / 10,7° ю. ш. 335,25° в. д.. Посадка состоялась на освещённой стороне на расстоянии 500 км от утреннего терминатора. Скорость спускаемого аппарата во время касания поверхности составила 8,3 м/с. 
Телеметрическая информация передавалась в течение всего спуска и в течение 50 минут после посадки.
Были получены следующие параметры окружающей среды на поверхности планеты Венера: температура — 470 ± 8 °C, давление — 90 ± 1,5 атм; эти значения подтвердили данные, полученные предыдущей станцией — «Венера-7». 
Освещённость на поверхности при угле Солнца 5,5° составляет 350 ± 150 лк, что примерно соответствует освещённости на Земле в пасмурный день. По расчётам, освещённость на поверхности Венеры при Солнце в зените составит 1000—3000 лк (примерно на порядок меньше, чем на Земле в ясный солнечный день в тени). Измерения освещённости показали, что нижний слой облаков находится достаточно высоко над поверхностью, и атмосфера достаточно прозрачна ниже облаков, так что на поверхности Венеры возможна фотосъёмка.
Во время спуска на высотах 33 и 46 км, с помощью прибора ИАВ-72, были проведены измерения содержания аммиака в атмосфере Венеры. Объёмное содержание аммиака находится в пределах 0,01—0,1 %.
Проводились также измерения радиальной составляющей скорости по доплеровскому изменению сигнала. По её изменениям проведены оценки скорости ветра в атмосфере Венеры: 50—60 м/с на высоте 50 км и 0—2 м/с на высотах 0—11 км. Измерения свидетельствуют о наличии широтного ветра, направленного от терминатора на дневную сторону, то есть в направлении собственного вращения планеты.
По измерениям мощности отраженных от поверхности радиоволн, излучавшихся бортовым радиовысотомером, получены оценки диэлектрической проницаемости и плотности грунта. Результаты измерений позволяют сделать вывод, что в районе места посадки СА поверхностный слой планеты является достаточно рыхлым, с плотностью грунта 1,4 г/см3.
С помощью гамма-спектрометра, регистрировавшего интенсивность и спектральный состав естественного гамма-излучения, были проведены первые определения характера пород планеты Венера по содержанию в них естественных радиоактивных элементов (калия, урана, тория), как на этапе спуска, так и после посадки. По содержанию радиоактивных элементов и по их соотношению венерианский грунт напоминает земные гранитные породы.
Время активного существования станции на поверхности планеты Венера составило 50 минут 11 секунд.
Программа полёта станции «Венера-8» была выполнена полностью.

## Технические данные
- Дата старта 27 марта 1972 года 7 часов 15 минут 6,231 секунд московского времени
- Ракета-носитель: «Молния-М» с разгонным блоком НВЛ
- Масса КА: 1184 кг
- Масса спускаемого аппарата: 495 кг